# Clematis fasciculiflora
Clematis fasciculiflora är en ranunkelväxtart som beskrevs av Adrien René Franchet. Clematis fasciculiflora ingår i släktet klematisar, och familjen ranunkelväxter. Utöver nominatformen finns också underarten C. f. angustifolia.